# Maman très chère
Pour plus de détails, voir Fiche technique et Distribution.
Maman très chère (Titre original : Mommie Dearest) est un film américain réalisé par Frank Perry et sorti en 1981. Le scénario, tiré de Cette chère Maman, mémoires de Christina Crawford, fille de l'actrice Joan Crawford, a été adapté à l'écran par Robert Getchell, Tracy Hotchner, Frank Perry et Frank Yablans.

## Synopsis
L'histoire porte sur les rapports entre la légende du cinéma Joan Crawford et sa fille adoptive, Christina. L'image de Joan Crawford fut fortement ternie à la suite de ce film, qui mit l'accent sur sa personnalité de mère cruelle plus que celle d'une star de cinéma hollywoodienne. Partagée entre sa vie publique et sa vie privée, Joan Crawford était une actrice géniale et une mère tourmentée. La femme publique était forte, sensuelle, et admirable, mais le film Maman très chère révèle l'autre visage de la star : celui d'une femme seule, vivant mal le fait de ne pas être mère, ayant adopté une enfant et tentant de survivre dans le milieu dévastateur du cinéma. Sa rage, son désespoir, sa terrifiante descente dans l'enfer de l'alcool et sa violence vis-à-vis de sa petite fille sont dépeints dans le film.

## Fiche technique
- Titre original : Mommie dearest
- Titre français : Maman très chère
- Réalisation : Frank Perry
- Scénario : Robert Getchell, Tracy Hotchner, Frank Perry, Frank Yablans d'après le livre "Mommie dearest" de Christina Crawford
- Photographie : Paul Lohmann
- Musique : Henry Mancini
- Décors : Bill Malley (en)
- Société de distribution : Paramount Pictures
- Budget : 5 000 000 USD (estimation)
- Format : 35 mm - 1,85:1 - Couleur - Stéréo
- Affiche : André Bertrand (France)

## Distribution
- Faye Dunaway (VF : Perette Pradier): Joan Crawford
- Diana Scarwid : Christina Crawford
- Mara Hobel (VF : Jackie Berger) : Christina Crawford enfant
- Xander Berkeley : Christopher Crawford adulte
- Jeremy Scott Reinbolt : Christopher enfant
- Steve Forrest (VF : Jean-Claude Michel): Greg
- Howard Da Silva : le producteur de cinéma Louis B. Mayer
- Jocelyn Brando : Barbara Bennett
- Priscilla Pointer : la directrice du pensionnat
- Rutanya Alda (VF : Sylvie Feit) : Carol Ann
- Harry Goz (VF : William Sabatier): Al Steele

## Autour du film
- Outre l'accueil critique, parfois défavorable, du film, la performance de Faye Dunaway suscite de multiples réactions allant d'une récompense à la 2e cérémonie des Razzie Awards aux acclamations de la part de ses pairs. Sidney Lumet déclara son jeu comme étant à la fois "brillant et extraordinaire". Boudée par les Oscars, la prestation de l'actrice, ramenant à la vie la légende hollywoodienne qu'était Joan Crawford, reste l'un de ses rôles les plus emblématiques ; malgré le fait que l'actrice affirmera plus tard que le film fut sa plus grande erreur de carrière.
- Malgré les acclamations portées sur le jeu de Faye Dunaway, le film reçut un accueil plutôt froid lors de sa sortie, récoltant de multiples récompenses lors de la 2e cérémonie des Razzie Awards et ternissant l'image de l'icône de cinéma éponyme.
- Maman très chère a néanmoins acquis au fil du temps le statut de « film culte » aux États-Unis, notamment grâce à deux séquences : la scène des cintres en métal et la scène où Crawford dévaste son jardin à l'aide d'une hache. Les fans arrivent aux séances avec des cintres et des hachettes et les agitent en l'air durant ces deux séquences. Comme pour le Rocky Horror Picture Show, ils connaissent par cœur toutes les fameuses répliques du film.
- Le titre allemand du film Meine liebe Rabenmutter (« Ma chère mère corbeau ») fait référence au phénomène de société allemand qui a traditionnellement tendance à déprécier les mères de famille qu'on juge trop peu attentionnées pour leurs enfants. La traduction du titre, plus explicite que l'original, a été remarquée en Allemagne[1].

## Distinctions

### Récompenses
- 2e cérémonie des Razzie Awards (1982) :
  - Pire film
  - Pire actrice pour Faye Dunaway (ex aequo avec Bo Derek pour Tarzan, l'homme singe)
  - Pire scénario
  - Pire acteur dans un second rôle pour Steve Forrest
  - Pire actrice dans un second rôle pour Diana Scarwid

### Nominations
- 2e cérémonie des Razzie Awards (1982) :
  - Pire réalisateur pour Frank Perry
  - Pire révélation pour Mara Hobel
  - Pire actrice dans un second rôle pour Mara Hobel
  - Pire actrice dans un second rôle pour Rutanya Alda

### Vidéographie
- zone 2 : Maman très chère, Paramount « Widescreen Collection », 2004,  (EAN 3-333973-130717) - Le support contient une galerie photos et la bande-annonce du film.